# La Roche (canton)
Pour les articles homonymes, voir La Roche.
La Roche est un canton canadien de l'Est du Québec situé dans la région administrative du Bas-Saint-Laurent dans la municipalité régionale de comté de Rimouski-Neigette. Il fut proclamé officiellement le 5 mai 1882. Il couvre une superficie de 20 235 hectares.

## Toponymie
Le toponyme de « La Roche » rappelle le marquis Troilus de La Roche de Mesgouez qui, en 1598, fut nommé lieutenant général des pays de Canada, Terre-Neuve, Labrador et Norembègue.